# گودوفردو پپی
گودوفردو پپی (انگلیسی: Godofredo Pepey؛ زادهٔ ۲ ژوئیهٔ ۱۹۸۷) ورزشکار هنرهای رزمی ترکیبی اهل برزیل است.